# Jiří ze Schwarzenbergu
Jiří ze Schwarzenbergu (německy Georg von Schwarzenberg, 18. června 1532 – 22. srpna 1557) byl šlechtic z rodu Schwarzenbergů. Působil jako kanovník ve Würzburgu a Řezně.

## Život
Narodil se jako třetí dítě Wolfganga ze Schwarzenbergu a jeho manželky Osanny z Guttenbergu.
Nastoupil dráhu duchovního, působil jako kanovník ve Würzburgu a Řezně. V době nepřítomnosti würzburského knížete-biskupa Melchiora Zobela z Giebelstadtu, který na konci roku 1556 odcestoval na říšský sněm do Řezna, byl Jiří ze Schwarzenbergu společně se Zikmundem Truchsessem z Hennebergu místrodržícím a správcem Marienberské pevnosti.